# Spider-Slayer
Spider slayer-serien består av 20 stycken robotar konstruerade för att döda och eller tillfångata Spindelmannen. Detta har de försökt att göra på olika sätt, målen har till exempel inte bara varit Spindelmannen utan de har även anfallit Black Cat som Spindelmannen var kär i, Mary Jane och många andra som stått honom nära.
Spindelmannen har anfallits direkt genom att med rå styrka slå ut honom (den sjätte i serien ramlade ner från ett tak med Spindelmannen och gick därmed sönder medan Spindelmannen slogs medvetslös) eller genom robotar som anfaller honom mitt i en strid med någon annan superbov (den sjuttonde i serien anfölls Spindelmannen mitt i en strid med Scorpion och låste fast honom i ett läge där han inte kunde försvara sig med hjälp av sina starka tentakler. Scorpion tog därmed och slog sönder ett antal revben på Spindelmannen som sedan räddades och vårdades av Black Cat)
Det fanns även en mängd små spindelformade robotar som anföll Spindelmannen och sprutade en sorts gas på honom. Dessa robotar visade sig vara synnerligen effektiva då Spindelmannen blev yr av gasen och spindelsinnet fungerade inte när han var påverkad.
Dessa robotar användes till att försöka fånga Spindelmannen levande.
Vapen/utrustning: extremt starka skal som skydd, oförutsägbart starka (många gånger över Spindelmannens nivå), de flesta har varit snabba, tentakler att hålla fast/låsa Spindelmannen med, kan alltid hitta Spindelmannen, laservapen, gaser som slår ut människor (även Spindelmannen påverkas), kan fånga någon och förvara den säkert inom sig, sylvassa pikar (skär genom Spindelmannens nät), kan klättra på alla ytor, Spindelmannens nät fäster inte på dem, paralyseringsstrålar, granater, en del använde sig av gisslan (Mary Jane) och mycket, mycket mer.